# Johann von Klenau
Johann Josef Cajetan von Klenau und Janowitz (Benátky nad Jizerou, 13 aprile 1758 – Brno, 6 ottobre 1819) è stato un generale austriaco.

## Biografia

### La famiglia
Johann von Klenau nacque in un'antica famiglia della nobiltà boema, nel castello di Benatek, nella provincia austriaca del Regno di Boemia, il 13 aprile 1758. La famiglia von Klenau datava la propria nobiltà al XV secolo mentre la famiglia degli Janowitz risaliva al XIV secolo. La famiglia aveva ottenuto il rango baronale nel 1623 e nel 1630 quello comitale, perfezionato poi nel 1633 con la concessione del titolo di Reichsgraf, Conte del Sacro Romano Impero.

### I primi anni nell'esercito
Johann von Klenau iniziò la propria carriera militare nel 47º reggimento di fanteria Ellrichshausen nel 1774, all'età di 17 anni, e divenne Secondo Luogotenente già dal 1775. Dopo essersi trasferito nella cavalleria, divenne Rittermeister (capitano) e prese parte alla Guerra di Successione bavarese. Gran parte di questo conflitto, malgrado il nome, si svolse in Boemia tra il 1778 ed il 1779 e coinvolse oltre alla monarchia asburgica anche Sassonia, Baviera e Prussia.

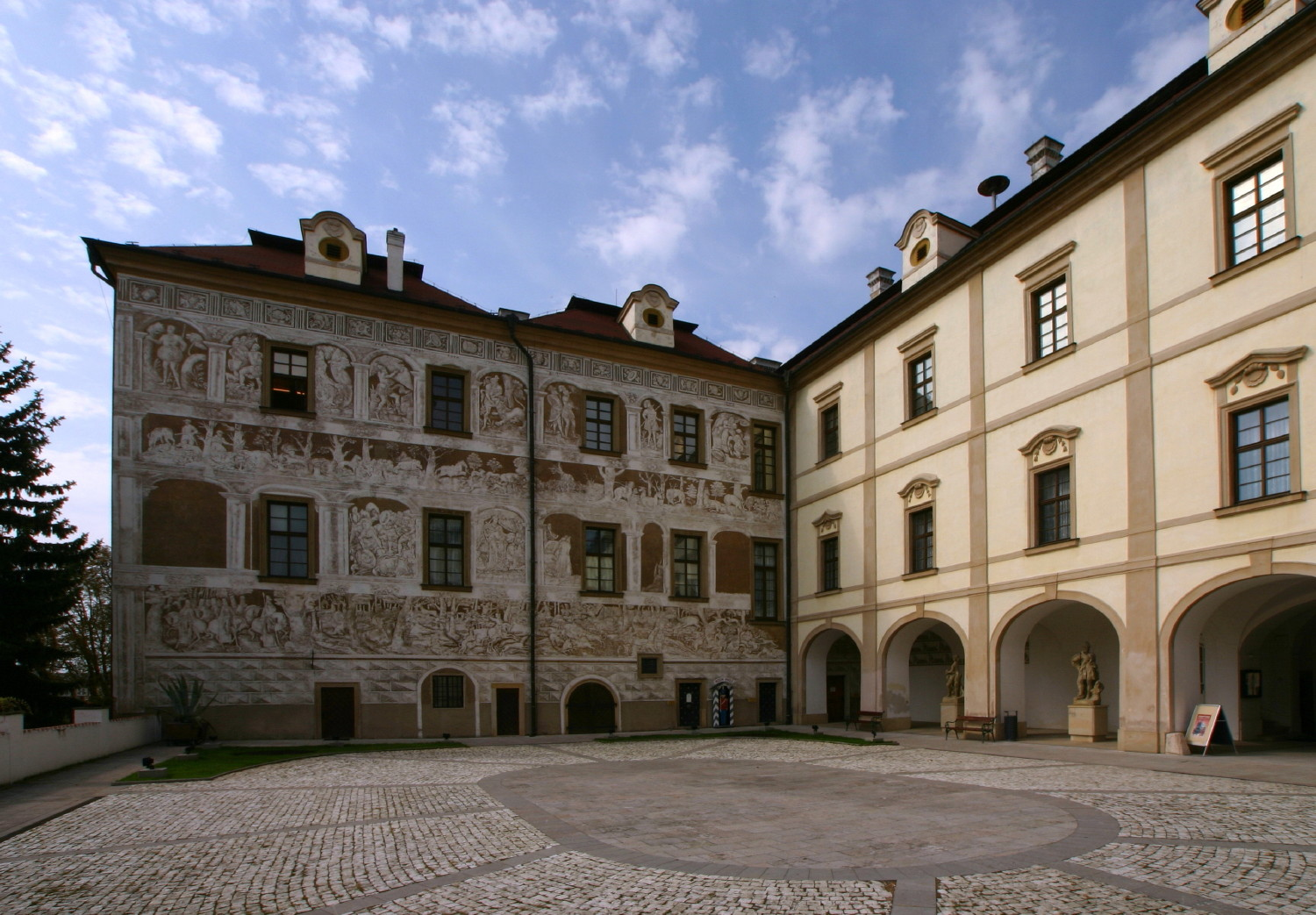
Il castello di Benatek in Boemia dove Klenau nacque.

Nella Guerra austro-turca, Klenau prestò servizio nel 26º reggimento di dragoni "Toscana" e successivamente venne trasferito al 1º reggimento di dragoni "Kaiser". Il suo reggimento riuscì a respingere in questo conflitto un attacco numericamente superiore degli ottomani il 28 settembre 1788 a Zemun, presso Belgrado, ottenendo lodi personali e la promozione al rango di maggiore.

### Le guerre della prima coalizione antifrancese
Il 12 febbraio 1793, Klenau ricevette la promozione a luogotenente colonnello come membro di un reggimento di ulani e si spostò nell'area del Reno, prestando servizio sotto il comando del generale di cavalleria conte Dagobert Sigmund von Wurmser. Egli venne catturato nella primavera successiva presso il villaggio di Offenbach, ma venne inaspettatamente liberato da due ussari austriaci del 17º reggimento "Arciduca Alessandro Leopoldo" che riuscirono a sopraffare i suoi detentori. Durante la Prima battaglia di Wissembourg, Klenau comandò una brigata sotto il comando del barone Friedrich von Hotze.
Secondo i termini della Pace di Basilea (22 luglio 1795), l'armata prussiana doveva lasciare il Reno e il Meno di modo che i francesi potessero occupare quelle vallate. Il 20 settembre la fortezza di Mannheim si arrese ai francesi senza combattere. A Mannheim si trovava acquartierato il luogotenente generale barone von Belderbusch, bavarese, oltre a molti battaglioni di granatieri e fucilieri e sei compagnie di artiglieria complete. Poco più a nord, anche il villaggio di Düsseldorf capitolò poco dopo nelle mani dei francesi, i quali poterono dunque controllare tutta l'area del Reno e procedere all'attraversamento dello stesso a danno degli austriaci.

#### La carica di Klenau

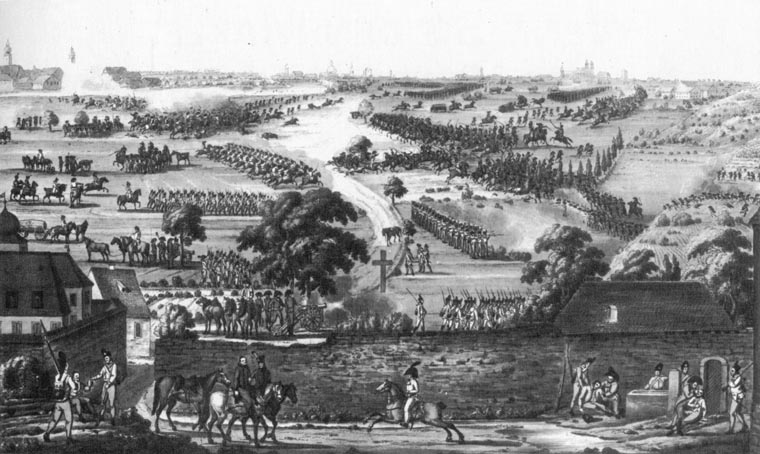
La carica di Klenau presso Handschuhsheim il giorno della vittoria.

A Handschuhsheim, Klenau comandò una brigata che includeva sei squadroni del 4º reggimento di corazzieri "Hohenzollern", due squadroni del 3º reggimento dragoni "Kaiser", sei squadroni del 44º reggimento ussari "Szeckler" e quattro squadroni dell'armata francese emigrata dopo lo scoppio della rivoluzione. Il 24 settembre 1795, vedendo che i francesi stavano mettendo in seria difficoltà le truppe del generale Bajalich, Klenau organizzò velocemente la propria brigata e decise di attaccare il nemico. L'azione si dimostrò decisa e vittoriosa coinvolgendo circa 4.000 uomini e disperdendo le divisioni del generale francese Georges Joseph Dufour. Con la sola perdita di 193 uomini e 54 cavalli, gli austriaci ebbero quindi la meglio su 1.500 francesi, mietendo 1.000 vittime tra i nemici e catturando otto cannoni, nove casse di munizioni e lo stesso generale Dufour. Dopo il brillante successo ottenuto, Klenau venne promosso colonnello ed ottenne la medaglia di Cavaliere dell'Ordine Militare di Maria Teresa.

### Azioni nel teatro bellico italiano

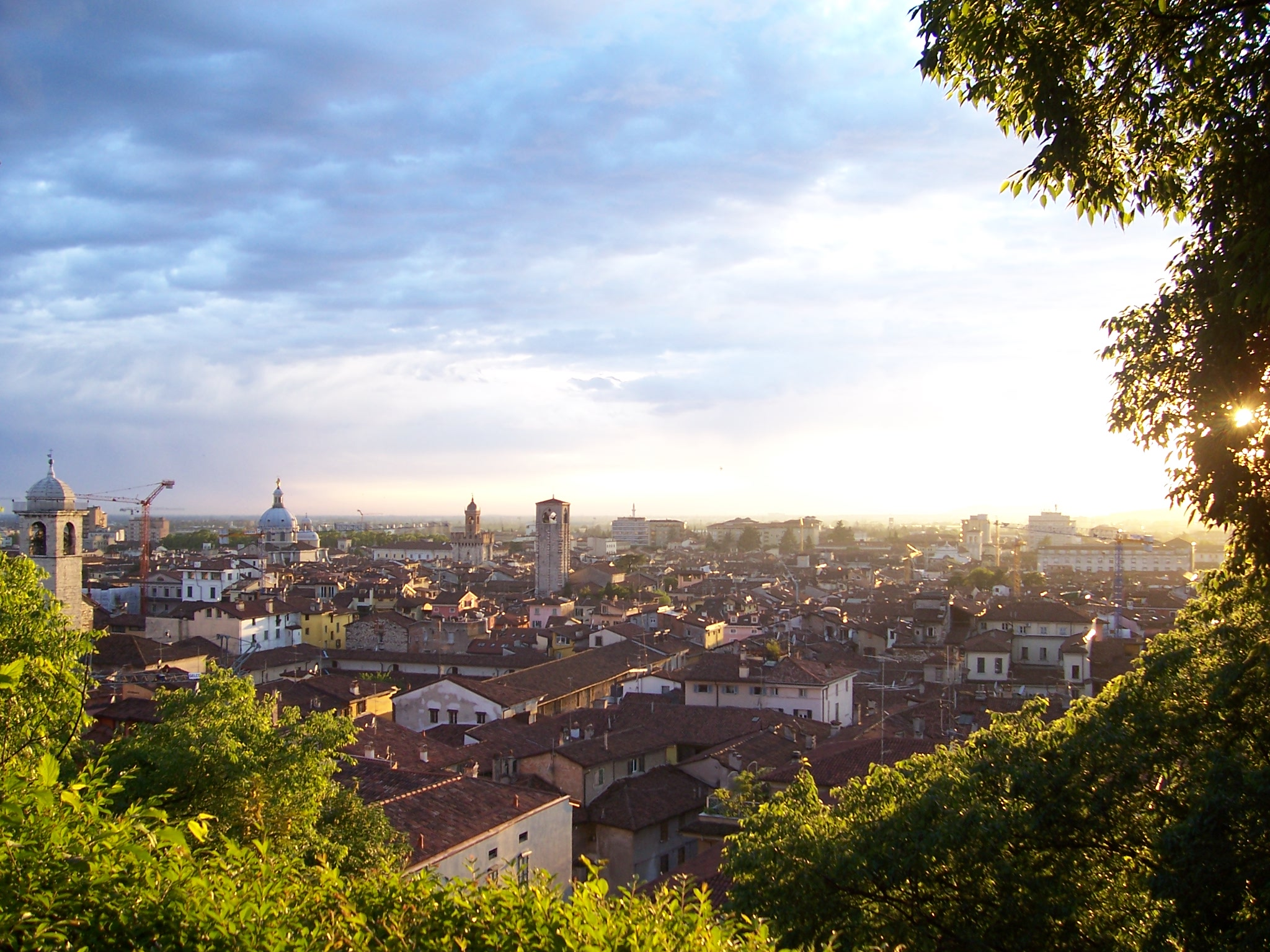
Klenau si avvicinò alla città di Brescia nella notte, sorprendendo le guarnigioni ivi presenti e prendendo come propri prigionieri gli ufficiali del direttorio francese. All'alba del giorno successivo la città era conquistata.

Nel 1796, Klenau comandò l'avanguardia della colonna destra di Peter Quasdanovich nell'Italia settentrionale. Come la colonna discese dalle Alpi verso la città di Brescia, egli colse di sorpresa le locali guarnigioni impreparate ad un attacco così repentino. A mezzanotte, Klenau guidò personalmente due squadroni dell'8º reggimento ussari "Wurmser" oltre ad un battaglione del 37º reggimento di fanteria "De Vins" e una compagnia dei cacciatori del "Mahony". Con queste forze egli si avvicinò mascherato dalla nebbia e dalla notte alla città e la mattina del 30 luglio la città di Brescia poteva dirsi completamente conquistata, avendo preso in ostaggio circa 700 soldati francesi che qui si trovavano e tre ufficiali del direttorio francese: Jean Lannes, Gioacchino Murat e François Étienne de Kellermann. Ad ogni modo due giorni dopo le forze di Klenau dovettero scontrarsi con 12.000 francesi alla diretta guida di Napoleone e quindi il 1º agosto dovette abbandonare la città. Nella successiva Battaglia di Lonato del 2–3 agosto 1796, i francesi forzarono la colonna di Quasdanovich a ritirarsi verso le montagne.
Dall'inizio del settembre di quell'anno, le forze di Klenau si riunirono a quelle di Wurmser e combatterono nella Battaglia di Bassano dell'8 settembre ove un'altra sconfitta dovette far retrocedere ulteriormente gli austriaci a vantaggio dei francesi i quali presero anche molti prigionieri (circa 2.000). Klenau dal canto suo partecipò al successivo Assedio di Mantova ed ai combattimenti presso La favorita il 15 settembre di quello stesso anno, per poi tornare nuovamente a Mantova ove rimase dal 15 settembre 1796 al 2 febbraio 1797. Dopo la sconfitta degli austriaci nella Battaglia di Rivoli, 48 chilometri a nord di Mantova il 15 gennaio 1797, Klenau negoziò le condizioni di resa col generale francese Jean Sérurier,
Nel 1799 Klenau si trovava ancora impegnato in Italia con 4.500 uomini ed egli stesso si preoccupò di trovare nuove reclute, in particolar modo tra i contadini delle aree delle rive del Po, sfruttando anche molti di loro come ufficiali di modo che incitassero la folla contro i francesi ed il loro cattivo governo, unendo quindi le sollevazioni popolari alla copiosità dell'esercito che andava così formandosi.

#### L'assedio di Ferrara

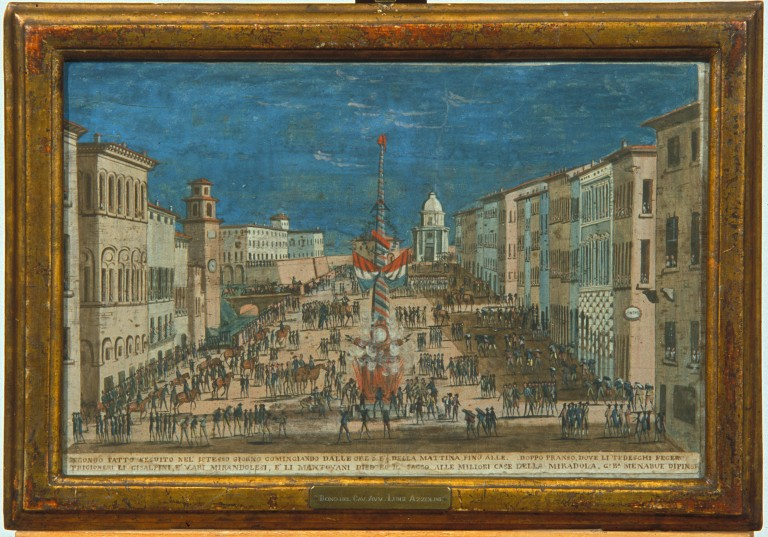
Rivolta della Mirandola del 1799

La fortezza di Ferrara era stata costruita nel XVI secolo da papa Paolo V con la tipica forma a stella e si trovava a sud-ovest rispetto alle mura cittadine, dimostrando di essere un punto strategico per la difesa dell'intera regione. Nella primavera del 1799 la guarnigione in città era comandata dal francese Lapointe con 2.500 uomini. Il 15 aprile Klenau si avvicinò alla fortezza e richiese pacificamente la sua capitolazione, ma quando il comandante della piazzaforte si rifiutò, Klenau bloccò la città ed iniziò l'assedio con un piccolo gruppo d'artiglieria comandato dal colonnello croato Danilo Oreskovich con 1.300 soldati del 2º reggimento del banato e con alcune truppe ausiliarie (4.000 uomini) al comando del conte Antonio Gardani oltre ad alcune centinaia di contadini comandanti dal maggiore Angelo Pietro Poli. Per i tre giorni successivi Klenau pattugliò tutta la campagna circostante, prendendo i punti strategici di Lagoscuro, Borgoforte e Mirandola con le rispettive fortezze.
La guarnigione di assediati alla fine dovette cedere e la vittoria passò agli austriaci con l'ingresso di Klenau in città il 21 maggio di quell'anno. Dato il collaborazionismo della città con i francesi, Klenau aveva disposto il saccheggio da parte delle sue truppe, inappagate dal successo, che però venne evitato grazie alla locale comunità ebraica che pagò la cifra di 30.000 ducati per evitare questo scempio. Tale denaro andò dunque a finanziare le forze del generale Gardani.

#### Governatore della Repubblica di Lucca
Nel luglio del 1799 i francesi furono sloggiati da Lucca, che avevano occupato nel gennaio precedente. Klenau fu incaricato di dirigere le truppe di occupazione della Repubblica e di designare una reggenza di governo. La reggenza fu individuata nel governo aristocratico in carica fino all'invasione francese. In realtà fu Klenau stesso a governare imponendo ai lucchesi pesanti contribuzioni alla guerra. In particolare, nell'agosto del 1799, furono asportati tutti i cannoni delle Mura di Lucca e delle altre fortificazioni dello stato. Questi cannoni, trasferiti a Modena, finirono per esser quasi tutti fusi e non vennero più restituiti.

#### La campagna di Svevia del 1800
All'inizio del 1800, Klenau venne trasferito in Svevia, Germania, sotto il comando del Feldzeugmeister barone Pál Kray. Dopo alcuni scontri di pessimo risultato, ad ogni modo, la fermezza in campo di Klenau gli fruttò la promozione a luogotenente feldmaresciallo rendendolo così il più giovane nella storia ad accedere a questa carica (aveva all'epoca 42 anni). Quello stesso anno egli sposò anche la vedova Maria Josephina Somsich de Sard, figlia di Tallian de Viseck. La coppia ebbe una figlia, Maria, nata alla fine di quello stesso anno. Dal 1801 al 1805 Klenau ottenne il comando di una divisione a Praga e venne nominato colonnello proprietario del 5º reggimento di dragoni.

## Le guerre napoleoniche

### Guerre della terza coalizione antifrancese
Nelle guerre della terza coalizione (1803–1806), Klenau prese parte alla Campagna di Ulma ottenendo l'unica vittoria austriaca sul campo prima della capitolazione finale dell'esercito imperiale in Svevia e poi nella Battaglia di Austerlitz dove i francesi si dimostrarono decisivamente vittoriosi.

#### La campagna del Danubio: la strada per Ulma

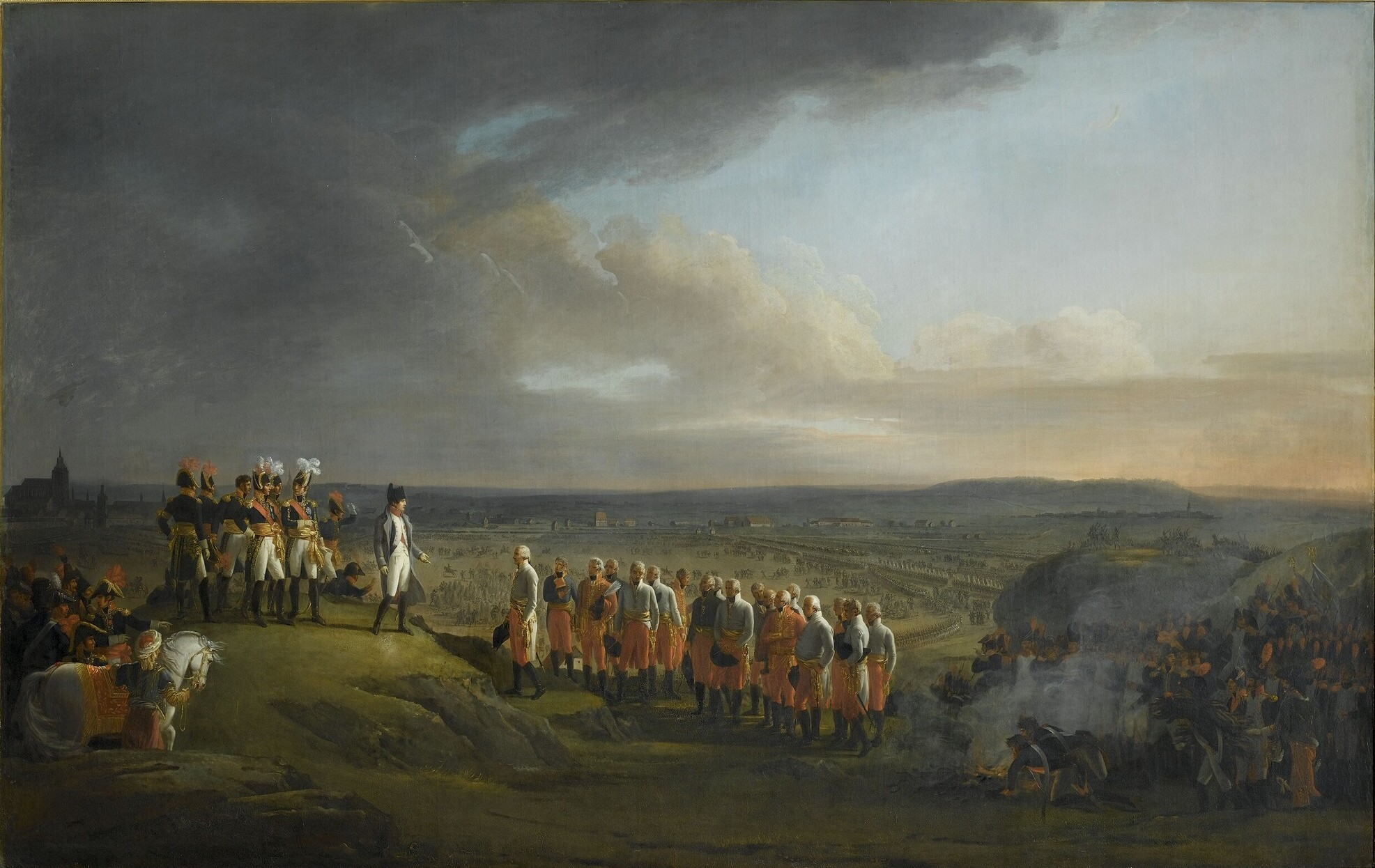
Il generale Mack e il suo staff consegnano la resa della fortezza di Ulma a Napoleone Bonaparte. Dipinto di Charles Thévenin.

Dopo la nuova entrata in guerra dell'Austria contro la Francia nell'estate del 1805, Klenau si spostò nella Germania meridionale e iniziò una campagna a lui personalmente molto favorevole, sfruttando l'indecisione e la scarsa personalità del barone Karl Mack von Leiberich, chiamato a sostituire di fatto l'arciduca Ferdinando d'Austria-Este, comandante in capo delle forze austriache durante la breve malattia del cognato, l'arciduca Carlo d'Austria-Teschen. Ad ogni modo, Mack venne ferito e sostituito col principe Karl Philipp von Schwarzenberg, abile ufficiale militare ma inesperto nella guida di una così grande armata.
La campagna iniziò nell'ottobre di quell'anno con diversi scontri tra i quali ricordiamo la Battaglia di Wertingen presso l'omonima città bavarese, ove però gli austriaci ebbero ancora una volta la peggio. Presso Haslach, però, Klenau riunì 25 000 tra cavalieri e fanti in posizione difensiva e riuscì a resistere agli attacchi lanciatigli dal generale di divisione Dupont, il quale perse anche molte bandiere nello scontro.
Malgrado il successo di Klenau nella Battaglia di Haslach-Jungingen, gli austriaci dovettero comunque ritirarsi verso Ulma, senza ormai quasi più munizioni e con poca artiglieria. Nella difesa, Klenau e le sue forze vennero coinvolti nella Battaglia di Ulma che fu quantomai disastrosa per gli austriaci che dovettero negoziare nuove condizioni di pace con i francesi il 21 ottobre di quell'anno. Klenau e altri ufficiali vennero rilasciati per rispetto.

### Azioni nella valle del Danubio ed a Vienna
Con il ritorno in campo dell'arciduca Carlo, Klenau partecipò nel 1809 alla Battaglia di Aspern-Essling e poi a quella di Wagram giocando in entrambi i casi ruoli importanti. A Aspern-Essling, l'armata di Napoleone venne per la prima volta decisamente sconfitta dimostrando a tutti che poteva essere sconfitto. Dopo la loro sconfitta a Wagram, però, gli austriaci dovettero ripiegare in Moravia lasciando ai francesi il controllo di parte della valle del Danubio.
Per Klenau la campagna era già partita male con la Battaglia di Eckmühl il 22 aprile 1809 dove era stato sconfitto., seguita poi dalla Battaglia di Ratisbona del 23 aprile che si rivelò un altro disastro di cui Klenau fu partecipe impotente.

#### Aspern e Essling

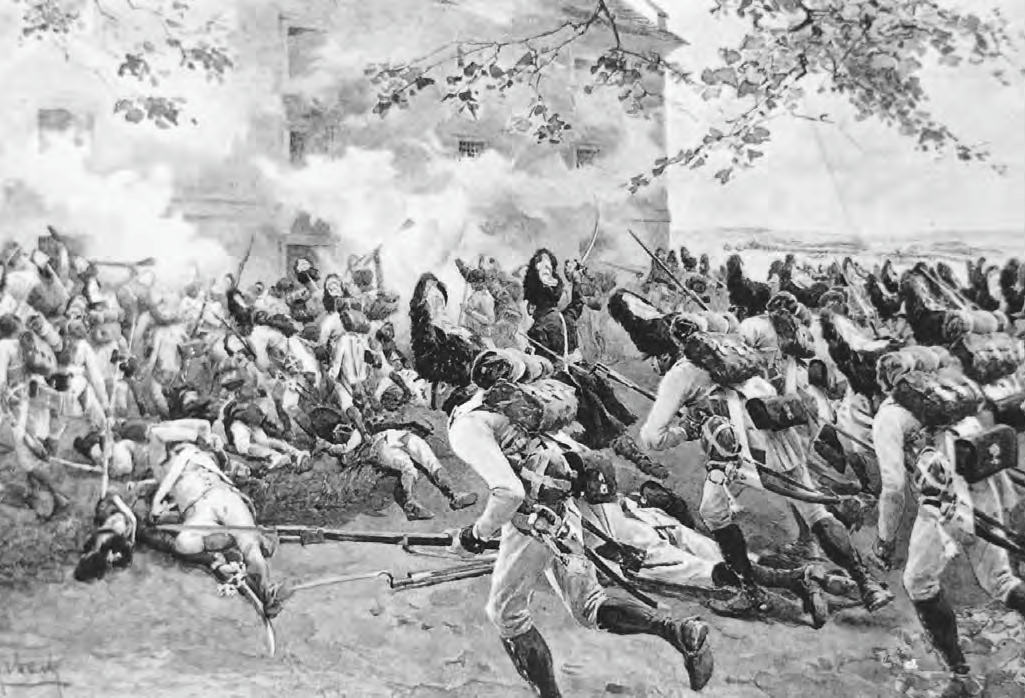
I granatieri di Klenau a Essling.

Malgrado la situazione, le forze di Klenau erano ancora in campo aperto e si spostarono verso Essling dove i suoi uomini, con l'ausilio di 64 pezzi d'artiglieria, bombardarono le posizioni francesi per circa un'ora, prendendo anche possesso del villaggio, di modo da chiudere la ritirata ai francesi con la demolizione di un ponte strategico a sud dell'abitato. Dopo alcuni contrattacchi francesi, Klenau rispose opponendosi al maresciallo Lannes direttamente con le sue forze ma venne infine soccorso dall'arciduca Carlo che condusse personalmente i propri soldati con la bandiera in mano (come ritratto in un celebre quadro). Durante lo scontro il generale Lannes morì e questo compromise anche il morale dei soldati francesi che abbandonarono le loro posizioni a tal punto che Napoleone dovette sospendere l'attacco e pensare alla ritirata. Per il suo ruolo e il coraggio dimostrato a Essling, Klenau ricevette la croce di Commendatore dell'Ordine Militare di Maria Teresa.

#### La battaglia di Wagram
Klenau prese quindi parte col proprio corpo d'armata alla Battaglia di Wagram. Da mezzogiorno del giorno della battaglia egli entrò in servizio su quella posizione e studiò la strategia per accerchiare le forze nemiche e sconfiggerle creando innanzitutto del panico tra le truppe francesi. L'impresa però non ebbe il successo sperato e Napoleone riuscì a vincere lo scontro e come conseguenza l'Austria dovette uscire dalla coalizione antifrancese subendo le pesanti condizioni del Trattato di Schönbrunn, siglato il 14 ottobre 1809.

### Klenau e l'assedio di Dresda
Dopo la battaglia di Dresda, il comando dei coalizzati assegnò a Klenau il compito di bloccare la guarnigione francese di stanza a Dresda. Il suo IV corpo d'armata in Boemia includeva anche la divisione del luogotenente generale Alexander Ivanovich Ostermann-Tolstoy, e la milizia del maggiore generale Alexey Nikolayevich Titov, per un totale di circa 41.000 uomini. Klenau propose agli assediati il permesso di tornare in patria a condizione che non combattessero contro gli austriaci per i sei mesi successivi, ma il comando francese si rifiutò di accettare la capitolazione anche se poi il maresciallo Laurent de Gouvion-Saint-Cyr dovette arrendersi a Klenau l'11 novembre,. La conquista della fortezza apportò la conquista di 94 cannoni francesi e 151 sassoni oltre alla presa totale di controllo sul regno di Sassonia da parte degli austriaci.

### Le guerre in Francia del 1814–1815 e la carriera successiva
Durante le campagne del 1814 Klenau ebbe l'ordine lentamente di avvicinarsi a Parigi attraverso la valle della Senna coadiuvando poi le azioni di russi e prussiani che portarono al primo esilio di Napoleone.
Al termine della guerra nel 1815, Klenau venne nominato comandante generale in Moravia e Slesia sino alla sua morte, avvenuta il 6 ottobre 1819 a Brno.